# Torarin Skeggjason
Torarin Skeggjason (Þórarinn Skeggjason) var enligt Skáldatal en isländsk furstelovskald hos den norske kungen Harald hårdråde. Han bör alltså ha varit verksam vid mitten av 1000-talet, men om hans levnad är ingenting känt.

## Verk
Av Torarins diktning återstår i dag ingenting utom en liten halvstrof ur en Haraldsdrápa som Snorre Sturlasson i sina kungasagor använder som källa för den häpnadsväckande uppgiften att Harald hårdråde under sin tid i väringagardet lät sticka ut ögonen på den bysantinske kejsaren Konstantin Monomachos. Att händelsen verkligen inträffade bekräftas av den samtida historieskrivaren Mikael Psellos, men Snorre misstog sig beträffande kejsarens namn. Det var inte Konstantin utan dennes kortvarige föregångare, Mikael Kalafates som fick ögonen utstuckna, troligen efter en maktstrid med kejsarinnan Zoë. Att det var kung Harald som utförde bestraffningen bekräftas också av dennes hovpoet Tjodulf Arnorsson som nämner händelsen i Sexstefja. Detta gör saken extra intressant eftersom Tjodulf var mycket noggrann med fakta; dessutom hade han sina uppgifter om Haralds tid som väring från kungens egna berättelser. Det var "Harald själv som frambar utsagan", skriver Snorre.

### Torarins halvstrof
| Blind gick Greklands herre, med hiskligt lyte slagen. Den raske krigarfursten [=Harald] vann guld och rikligt byte. Emil Olson | Greklands härgode herre handglöd senare vann – dock stenblind stolsdrotten gått, fått stort ett lyte i byte. Åke Ohlmarks | Náði gørr enn glóðum, Gríklands, jöfurr handa. stólþengill gekk ströngu steinblindr aðalmeini. Heimskringlas original. |  |

Översättningarna bygger på något olika läsningar. Gríklands syftar enligt Ohlmarks på Harald, som var ledare för den "grekiska" hären av väringar; "handglöd" är kenning för guld och "stolsdrotten" (stólþengill) betyder kejsaren.

## Torarins identitet
Torarin är i dag en fullständigt okänd skald. Han antas dock ha varit identisk med den Torarin Skeggjason som historieskrivaren Are Torgilsson nämner som en av sina sagesmän i tionde kapitlet av Íslendingabók. I så fall var han äldre bror till skalden och lagsagomannen Markus Skeggjason, och var hemmahörande på sydlandet.